# La Main chaude
Pour plus de détails, voir Fiche technique et Distribution.
La Main chaude est le premier long-métrage réalisé par Gérard Oury, sorti en salles en 1960.

## Synopsis
Une riche veuve prête 100 000 francs à Lécuyer pour qu'il envoie son fils à la campagne. En fait, Lécuyer donne cet argent à sa maîtresse pour qu'elle avorte. Mais elle n'est pas enceinte et remet la somme à son autre amant afin qu'il achète un scooter. Celui-ci se sert de la somme pour séduire une jeune femme qu'il croit riche...

## Fiche technique
- Réalisation : Gérard Oury
- Scénario : Gérard Oury, Jean-Charles Pichon et Jean-Charles Tacchella
- Dialogues : Jean-Charles Pichon
- Production : Joseph Bercholz et Henry Deutschmeister
- Montage : Paulette Robert
- Directeur de la photographie : Sacha Vierny et André Villard
- Musique : Maurice Jarre et Jean-Charles Pichon pour les paroles
- Chef décorateur : Robert Clavel
- Année : 1959
- Pays :  France,  Italie
- Durée : 94 min
- Genre : Comédie dramatique
- Date de sortie en salle : 3 février 1960

## Distribution
- Jacques Charrier : Michel
- Macha Méril : Yvette
- Michael Lonsdale : Norbert
- Alfred Adam : Jean Lécuyer
- Paulette Dubost : Lise Lacoste
- Franca Bettoia : Christiane

## Autour du film
- Premier long-métrage réalisé par Gérard Oury (qui en 1959, s'était déjà illustré comme co-scénariste de Babette s'en va-t-en guerre). Mais La Main chaude fut un échec commercial en salles. Le réalisateur dut attendre Le crime ne paie pas en 1962 pour obtenir un premier succès, qui l'amènera à réaliser ses grands succès populaires  (Le Corniaud, La Grande Vadrouille, ...).